# Championnat de Tunisie de football 1980-1981
Navigation
Saison précédente Saison suivante
La saison 1980-1981 du Championnat de Tunisie de football était la 26e édition de la première division tunisienne à poule unique, la Ligue Professionnelle 1. Les quatorze meilleurs clubs tunisiens jouent les uns contre les autres à deux reprises durant la saison, à domicile et à l'extérieur. En fin de saison, les 2 derniers du classement sont relégués et les 2 meilleurs clubs de Ligue Professionnelle 2 sont quant à eux promus en D1.
C'est le CS sfaxien qui remporte le championnat cette saison, en terminant en tête, 2 points devant le double tenant du titre, le Club Africain et 4 points devant l'Espérance sportive de Tunis. C'est le 4e titre de champion de Tunisie de l'histoire du club.

## Les 14 clubs participants
| - Sfax railway sport - Club olympique des transports - Promu de LP2 - Club africain - Espérance sportive de Tunis - Étoile sportive du Sahel - CA bizertin - Club Sportif de Hammam-Lif | - Union sportive monastirienne - Promu de LP2 - Stade tunisien - CS sfaxien - Océano Club de Kerkennah - Avenir sportif de La Marsa - Stade gabésien - Jeunesse sportive kairouanaise |

## Compétition

### Classement
Le barème de points servant à établir le classement se décompose ainsi :
- Victoire : 3 points
- Match nul : 2 points
- Défaite : 1 point

| Rang | Équipe                            | Pts | J  | G  | N  | P  | Bp | Bc | Diff |
| ---- | --------------------------------- | --- | -- | -- | -- | -- | -- | -- | ---- |
| 1    | CS sfaxien                        | 65  | 26 | 16 | 7  | 3  | 33 | 19 | +14  |
| 2    | Club Africain (T)                 | 63  | 26 | 16 | 5  | 5  | 46 | 14 | +32  |
| 3    | Espérance sportive de Tunis       | 61  | 26 | 16 | 3  | 7  | 39 | 21 | +18  |
| 4    | Étoile sportive du Sahel (C)      | 59  | 26 | 12 | 9  | 5  | 32 | 20 | +12  |
| 5    | CA bizertin                       | 55  | 26 | 12 | 5  | 9  | 32 | 25 | +7   |
| 6    | Jeunesse sportive kairouanaise    | 55  | 26 | 10 | 9  | 7  | 28 | 21 | +7   |
| 7    | Stade tunisien                    | 54  | 26 | 11 | 6  | 9  | 33 | 27 | +6   |
| 8    | Avenir sportif de La Marsa        | 49  | 26 | 7  | 9  | 10 | 25 | 26 | -1   |
| 9    | Union sportive monastirienne (P)  | 49  | 26 | 8  | 7  | 11 | 24 | 28 | -4   |
| 10   | Club Sportif de Hammam-Lif        | 49  | 26 | 9  | 5  | 12 | 19 | 30 | -11  |
| 11   | Sfax railway sport                | 46  | 26 | 5  | 10 | 11 | 19 | 29 | -10  |
| 12   | Océano Club de Kerkennah          | 45  | 26 | 5  | 9  | 12 | 18 | 23 | -5   |
| 13   | Club olympique des transports (P) | 43  | 26 | 5  | 7  | 14 | 16 | 35 | -19  |
| 14   | Stade gabésien                    | 35  | 26 | 3  | 3  | 20 | 9  | 55 | -46  |

|  | Champion de Tunisie 1980-1981                                                                |
|  | Relégation directe en deuxième division                                                      |
|  | (T) Tenant du titre (C) Vainqueur de la Coupe de Tunisie (P) Club promu de deuxième division |

## Bilan de la saison
| Championnat de Tunisie de football 1980-1981 |                                 |
| Champion                                     | CS sfaxien (4e titre)           |
| Coupes et trophées                           |                                 |
| Vainqueur de la Coupe de Tunisie 1980-1981   | Étoile sportive du Sahel        |
| Promotions et relégations                    |                                 |
| Promus en Ligue Professionnelle 1            | Association sportive de Mégrine |
| Promus en Ligue Professionnelle 1            | El Makarem de Mahdia            |
| Relégués en Ligue Professionnelle 2          | Club olympique des transports   |
| Relégués en Ligue Professionnelle 2          | Stade gabésien                  |